# Jean Auguste Dominique Ingres
Jean-Auguste-Dominique Ingres (ejtsd: zsan ogüszt dominik engr) (ismertebb nevén Dominique Ingres) (Montauban, 1780. augusztus 29. – Párizs, 1867. január 14.) francia klasszicista festő és grafikus.

## Életpályája
Apja is festő volt. 1796-tól Jacques-Louis David volt a mestere, de miután 1801-ben elnyerte a római nagy díjat, Itáliában nemcsak az ókori remekműveket tanulmányozta, hanem az olasz reneszánsz mestereinek műveit is. Nagy hatással voltak rá Raffaello Sanzio képei. 1824-ben aratta első nagy sikerét a párizsi Salonban XIII. Lajos fogadalma című képével, ettől kezdve a klasszicista stílusú iskola vezére, korának egyik legbefolyásosabb művésze, a Francia Művészeti Akadémia tagja, a romantikusok és Delacroix riválisa.
1834 és 1840 között a Római Francia Akadémia igazgatója volt, 1841-től újra Párizsban élt. 1850-ben ő lett az École des Beaux-Arts elnöke. 1853-ban megfestette I. Napóleon apoteózisa című pannóját. Az 1855-ös párizsi világkiállításon nagy sikert aratott képeivel és a neuilly-i templom számára készített üvegablakkartonjaival. 1862-ben szenátorrá, 1865-ben az antwerpeni Királyi Művészeti Akadémia tagjává választották. Még életében szülővárosának adományozta számos alkotását és művészettörténeti tárgyakból álló gyűjteményét. A hálás szülőváros már életében megépítette Ingres múzeumát. A festőt Párizsban érte a halál, a Père-Lachaise temetőben helyezték örök nyugalomra.

## Művészete
Dominique Ingres rendkívül sokoldalú festő volt: festett ókori, vallásos, történeti, allegorikus tárgyú képeket, arcképeket és aktokat. Legkitűnőbb művei közé tartoznak arcképei. Ingres egyedülálló megértéssel sajátította el az antik szobrászat, vázaképfestészet és az itáliai reneszánsz művészet tanulságait. Ugyanakkor szintetizálja mindezeket a művészeti irányokat, hogy ezek segítségével kialakítson egy sajátos, csak a művészre jellemző, egyéni stílust.
Egyes reprezentatív alkotásai (Homérosz apoteózisa, Aranykor, a mindenkori uralkodót dicsőítő képei) ma már kevésbé hatnak a nézőkre, de arcképei, figurális ábrázolásai kitűnnek a modellálás különleges pontosságával, biztonságával és a kontúr érzékenységével.
Nem kevésbé vonzók egyes rajzai, amelyeken az ábrázolt személyek képét meglepő egyediséggel, finomsággal adja vissza.
Más festőkre is volt hatása a művészetének. Például Edgar Degas és Pierre-Auguste Renoir is csodálattal próbálta elsajátítani női aktjainak báját, az akadémikus rajzi és festői kötöttségben kivirágzó elevenséget. Dominique Ingres hatással volt a 20. századi kubizmus és neoklasszicizmus kompozíciós törekvéseire, valamint a kontúr kifejező erején nyugvó művészeti irányok képviselőire (Pablo Picasso, Tamara de Lempicka, Henri Matisse, Juan Gris, Amedeo Modigliani).

## Főbb művei

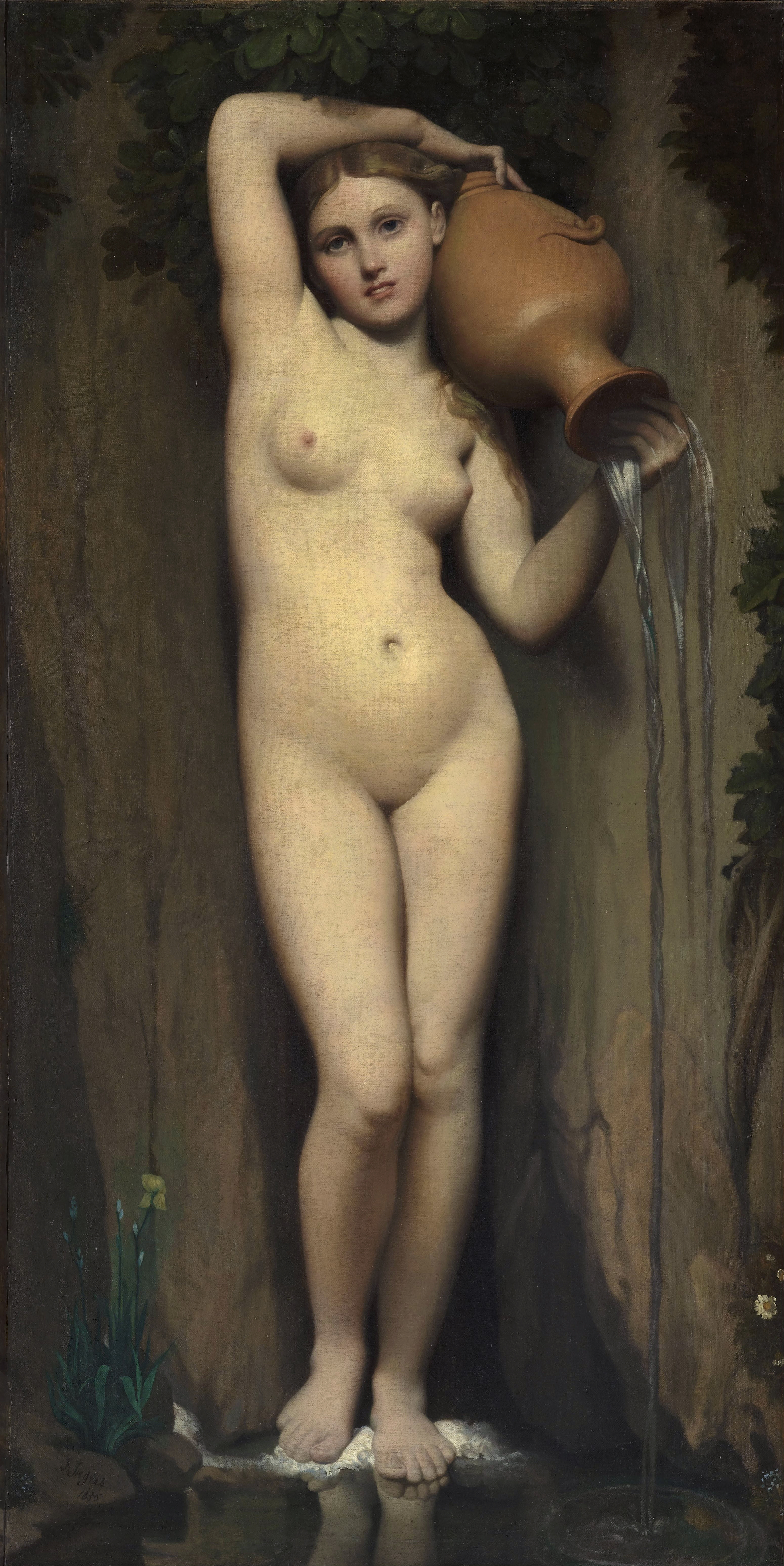
A forrás (1856)

A török fürdő

- A „nagy” Fürdőző (La Grande Baigneuse), (1808, (Louvre)
- Madame de Senonnes arcképe (1814-ben Itáliában festette; eltűnt és csak 1853-ban akadtak rá ismét Angers-ban (Musée des Beaux-Arts de Nantes).
- A „nagy” Odaliszk (La Grande Odalisque), (1814, Louvre)
- XIII. Lajos fogadalma (Le Voeu de Louis XIII) (1824, Cathédrale de Montauban)
- Homérosz apotheózisa (L’Apothéose d’Homère), (1827, Louvre)
- Bertin úr arcképe (Portrait de monsieur Bertin), (1832, Louvre)
- A forrás (La Source)[1] (1856, Musée d’Orsay)
- Madame Moitessier (1856, London, National Gallery).
- A török fürdő (Le Bain turc), (1862, (Louvre)

## Galéria

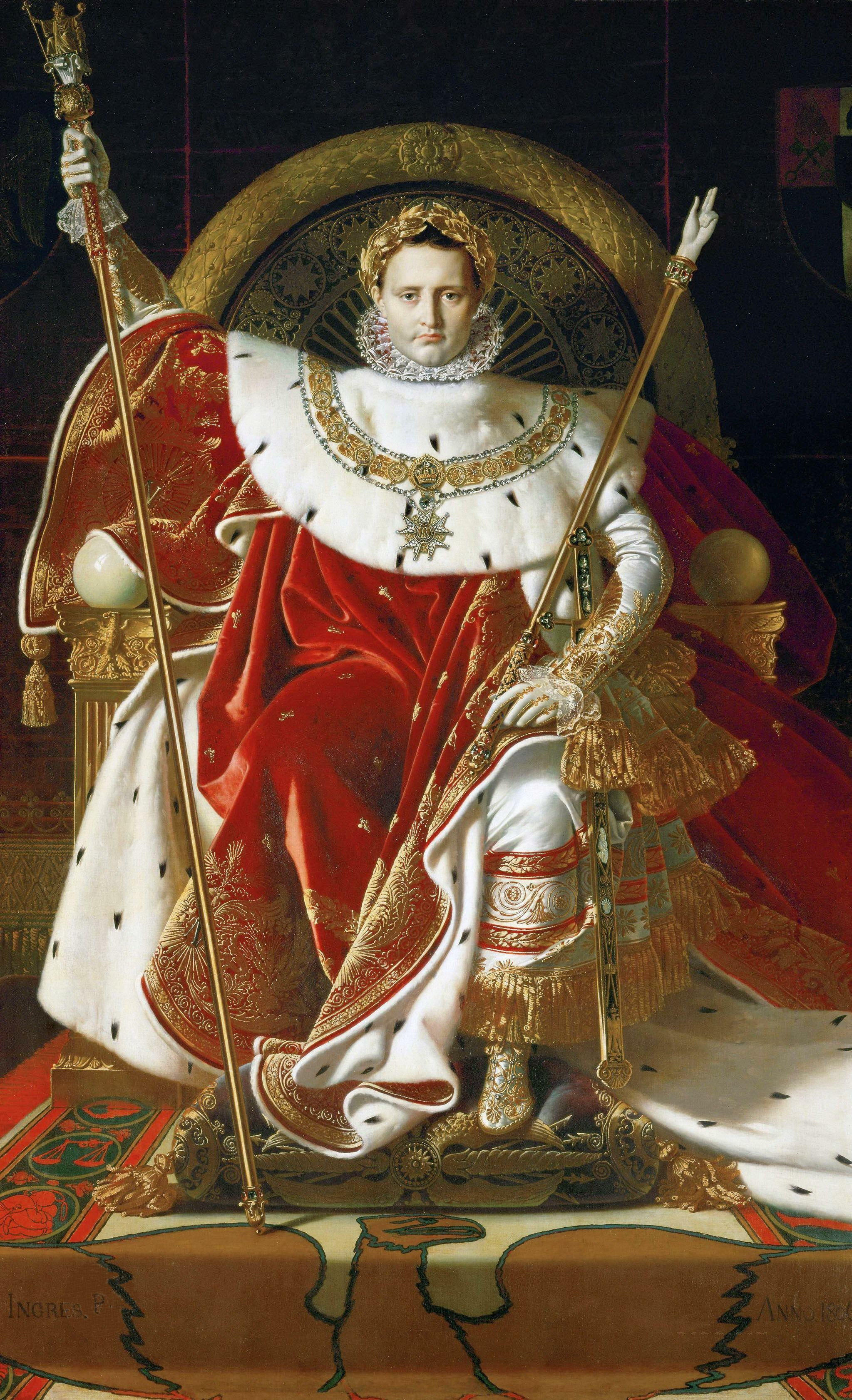
Napóleon a császári trónon
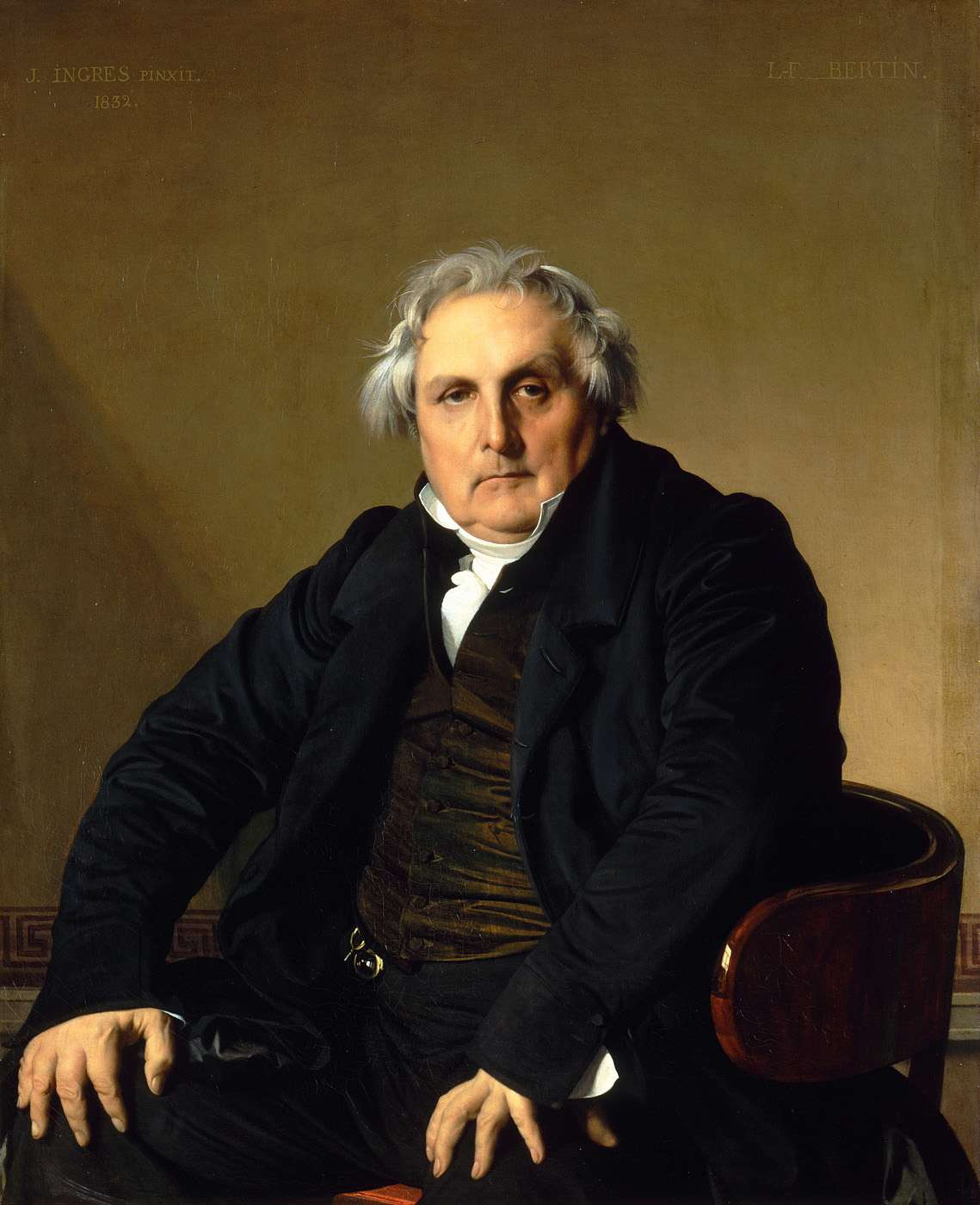
Bertin úr arcképe
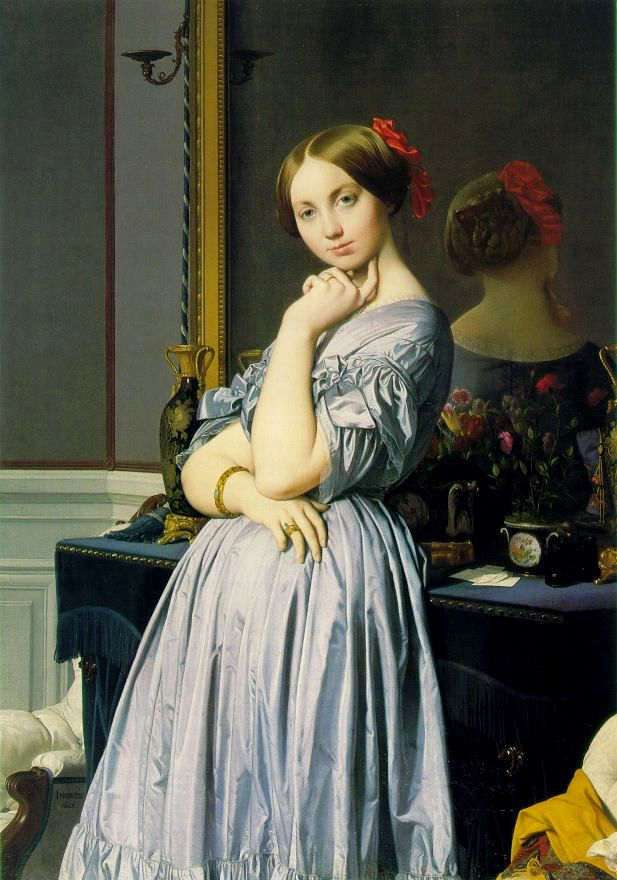
Louise de Broglie grófnő Haussonville-ben
Jeanne d’Arc a reimsi katedrálisban, ahol megkoronázta VII. Károlyt
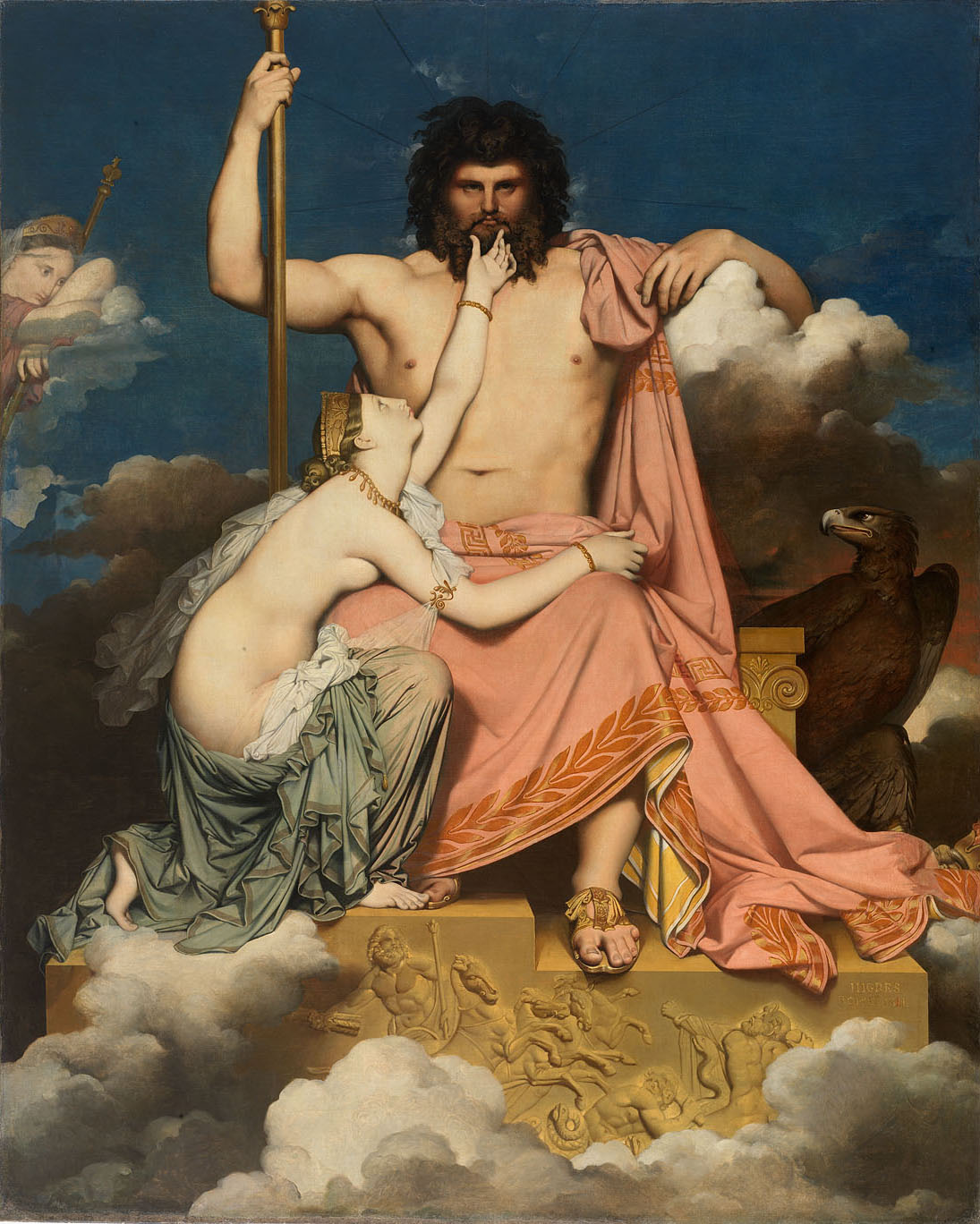
Jupiter és Thétis
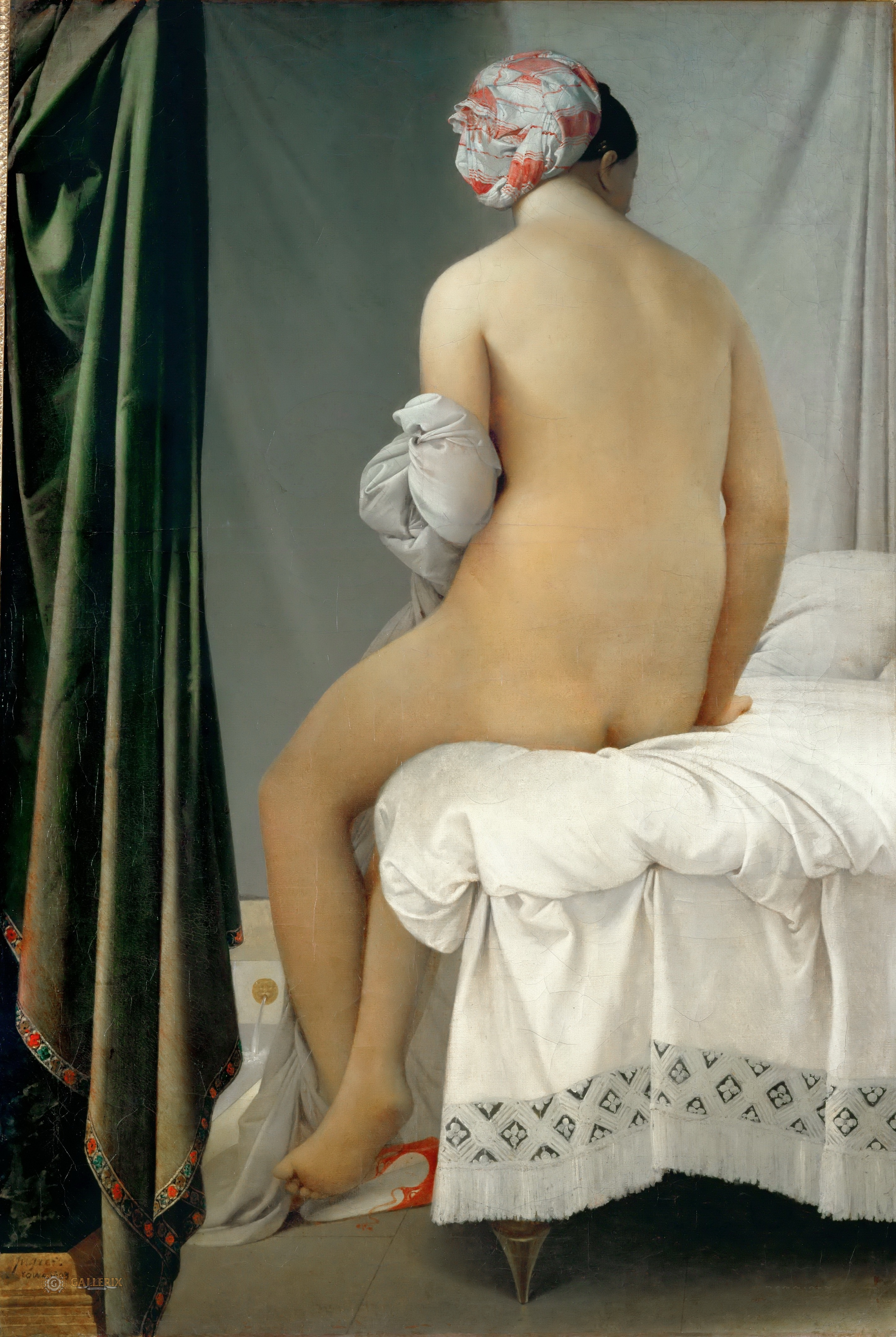
A „nagy” Fürdőző (La Grande Baigneuse), (1808), Louvre
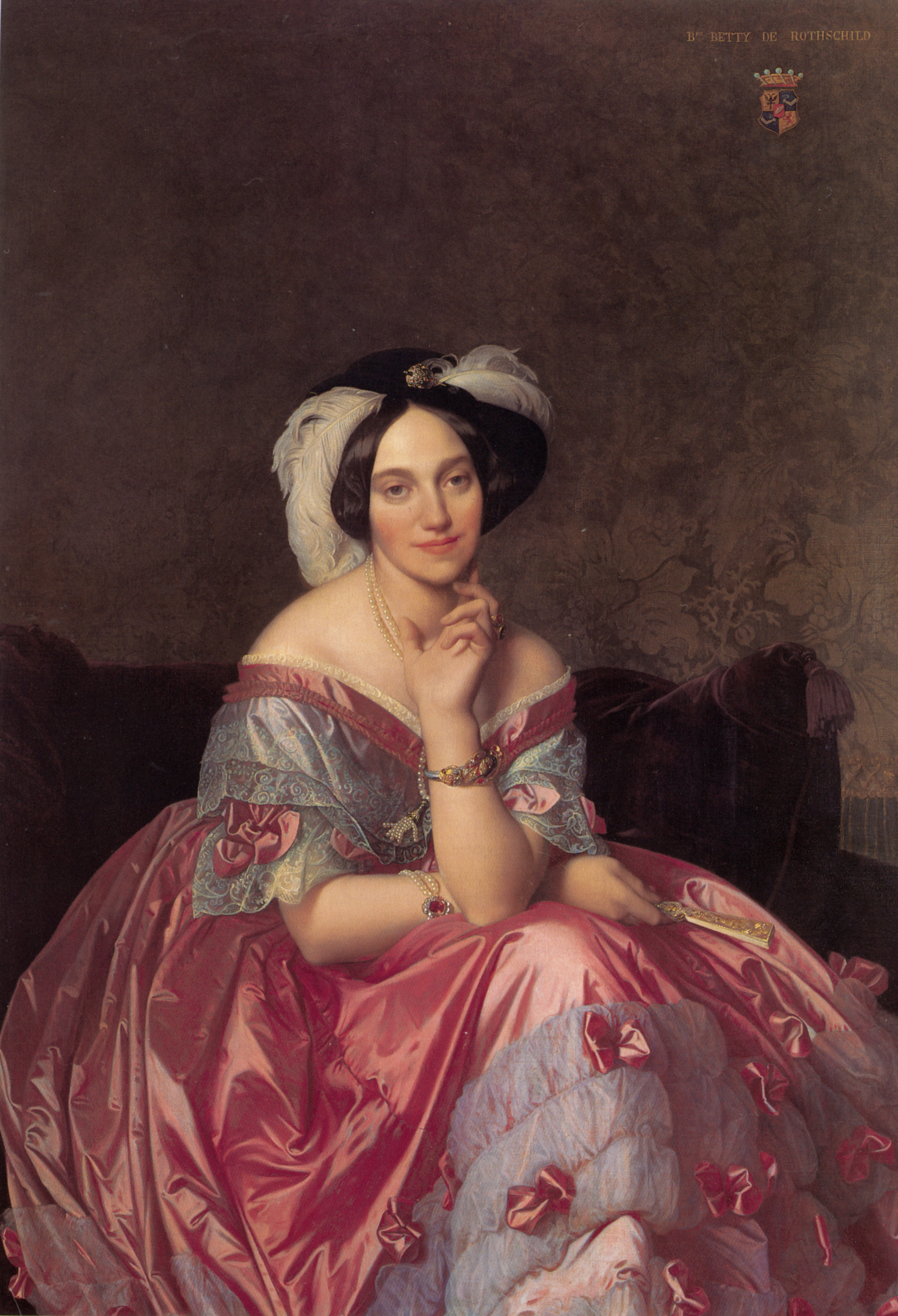
Baronnesse James de Rothschild, 1848, Louvre
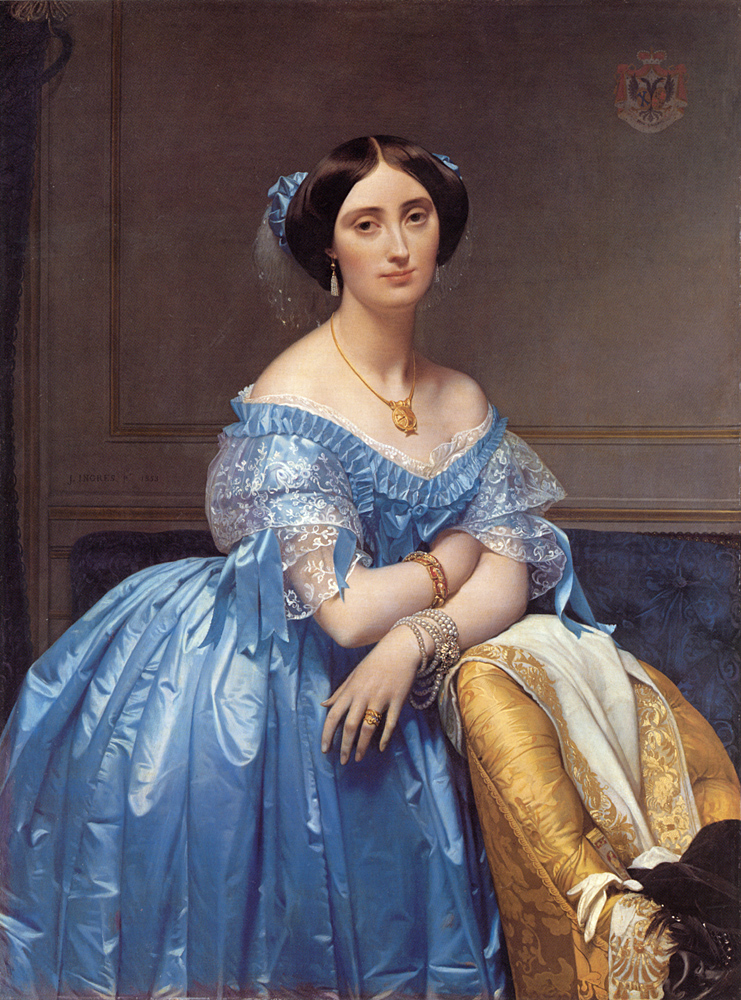
Princesse Albert de Broglie, 1853, Metropolitan Museum of Art
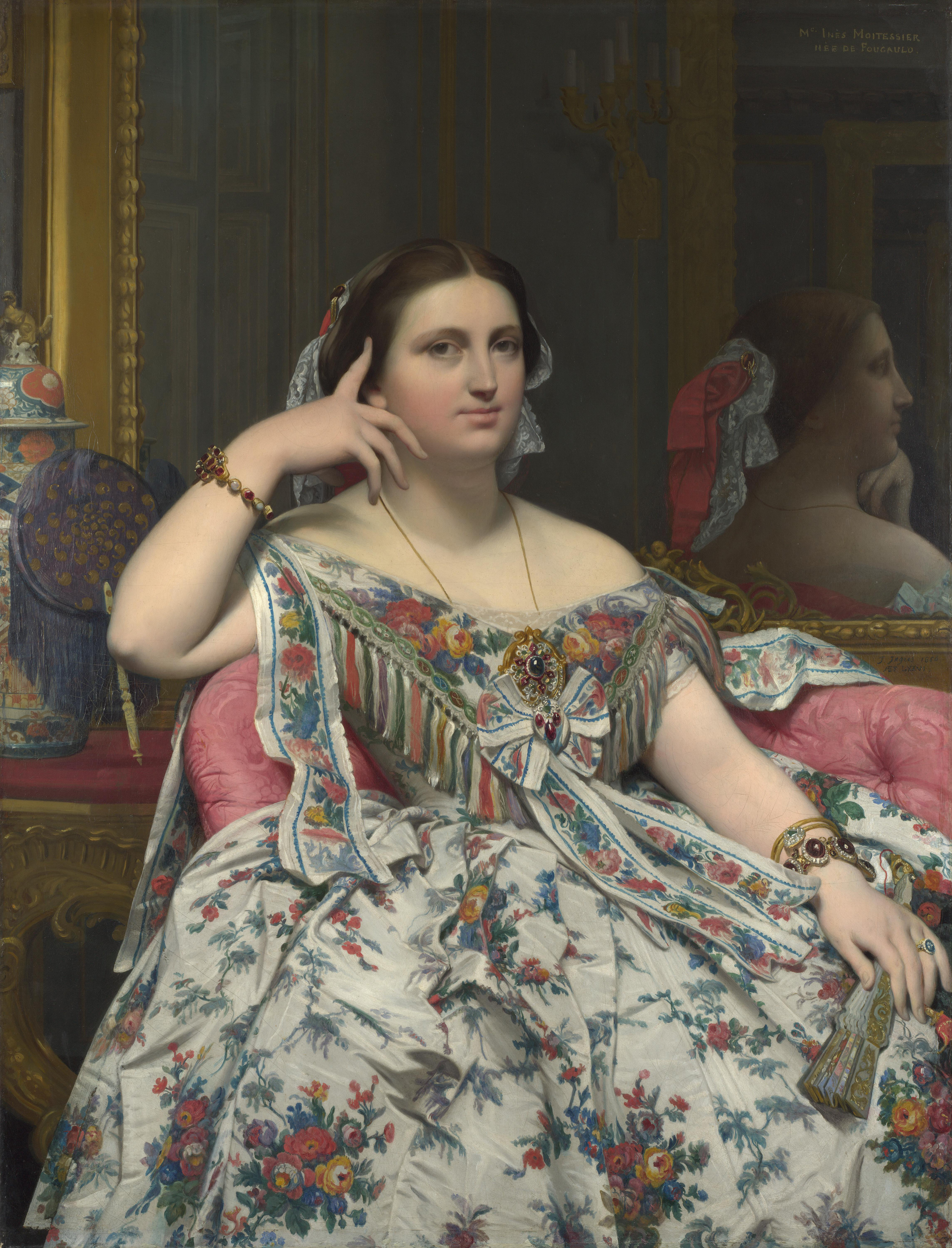
Mme. Moitessier, 1856, National Gallery of Art, Washington DC, USA
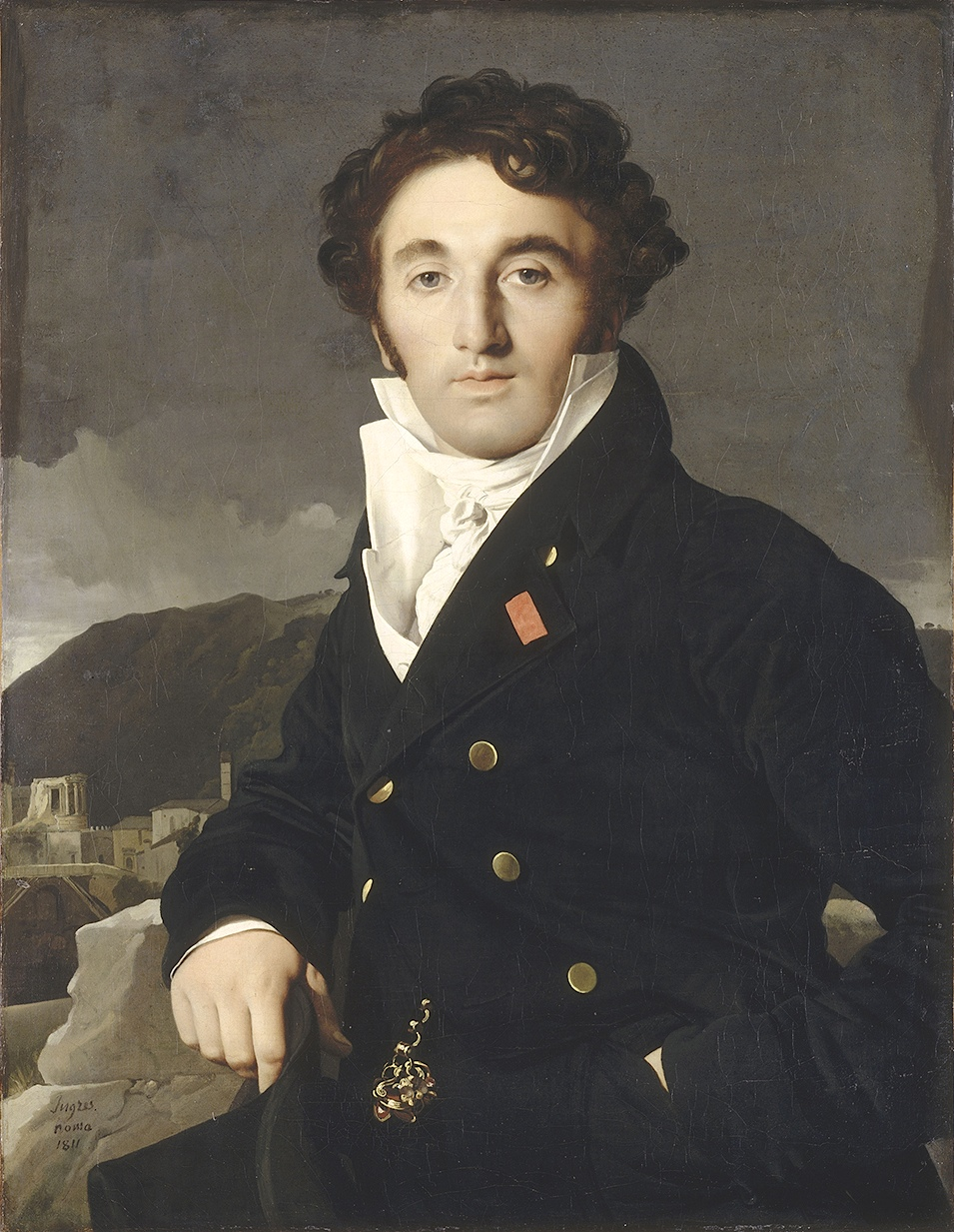
Charles-Joseph-Laurent Cordier, Louvre
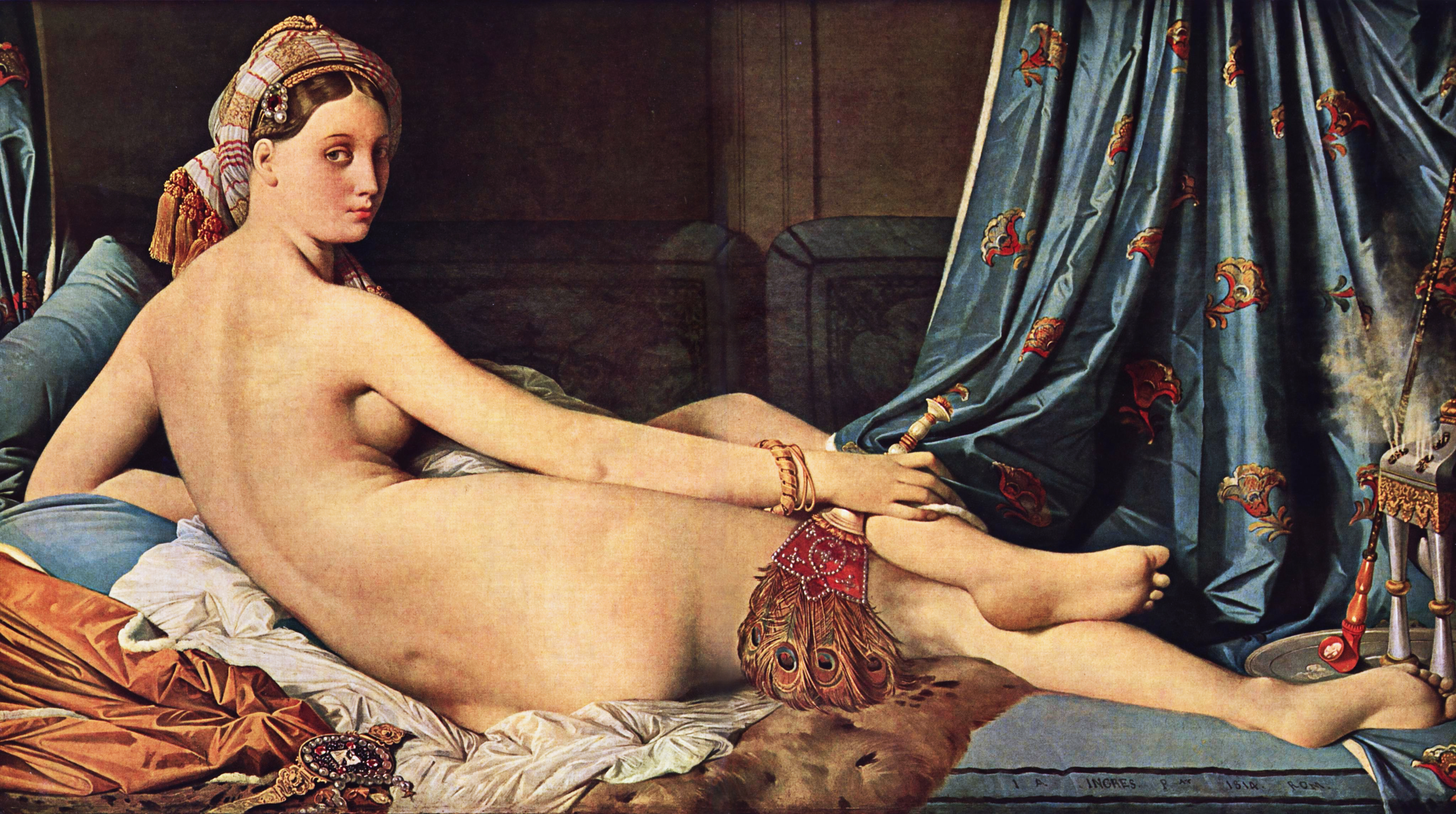
A "nagy" Odaliszk
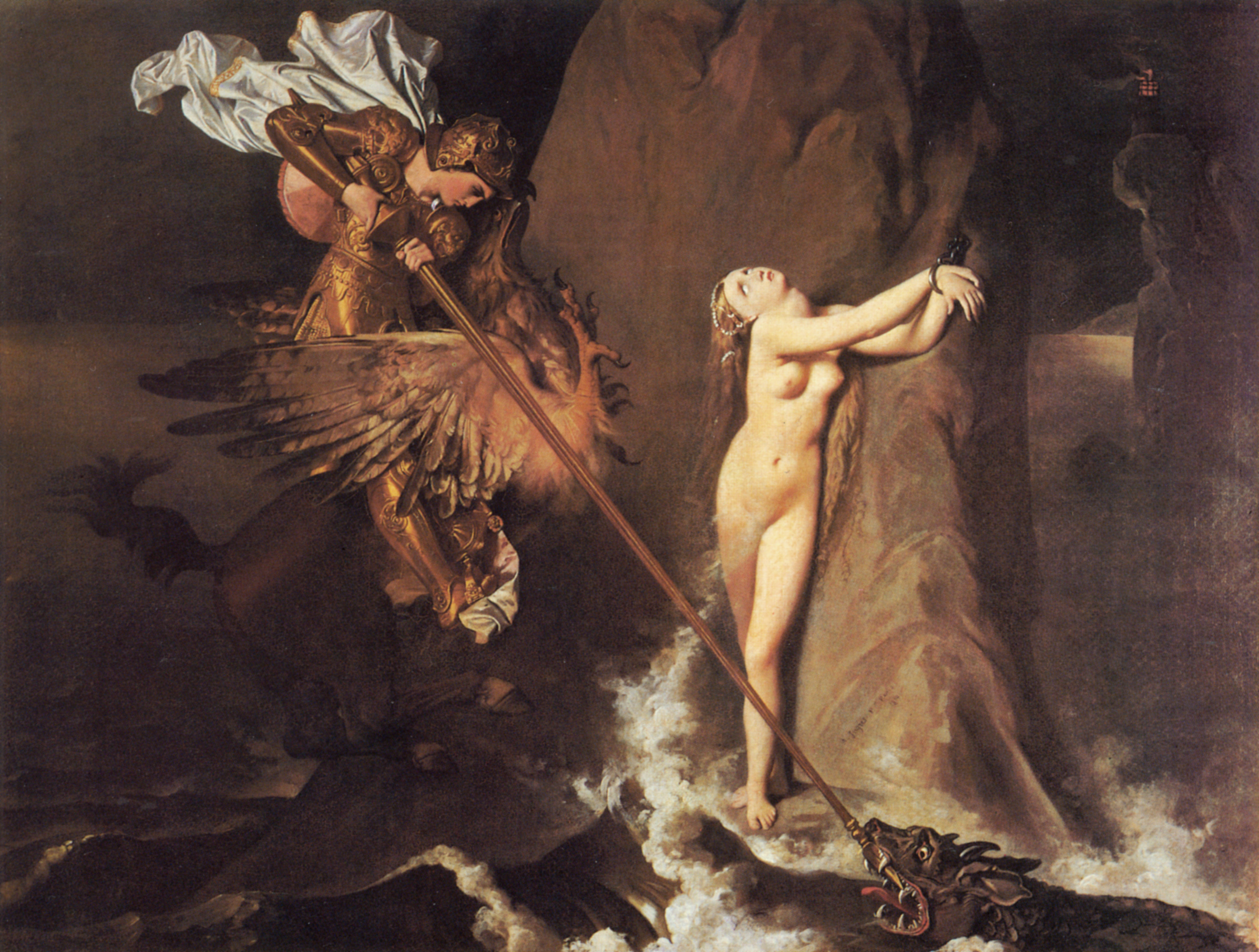
Roger megmenti Angelikát
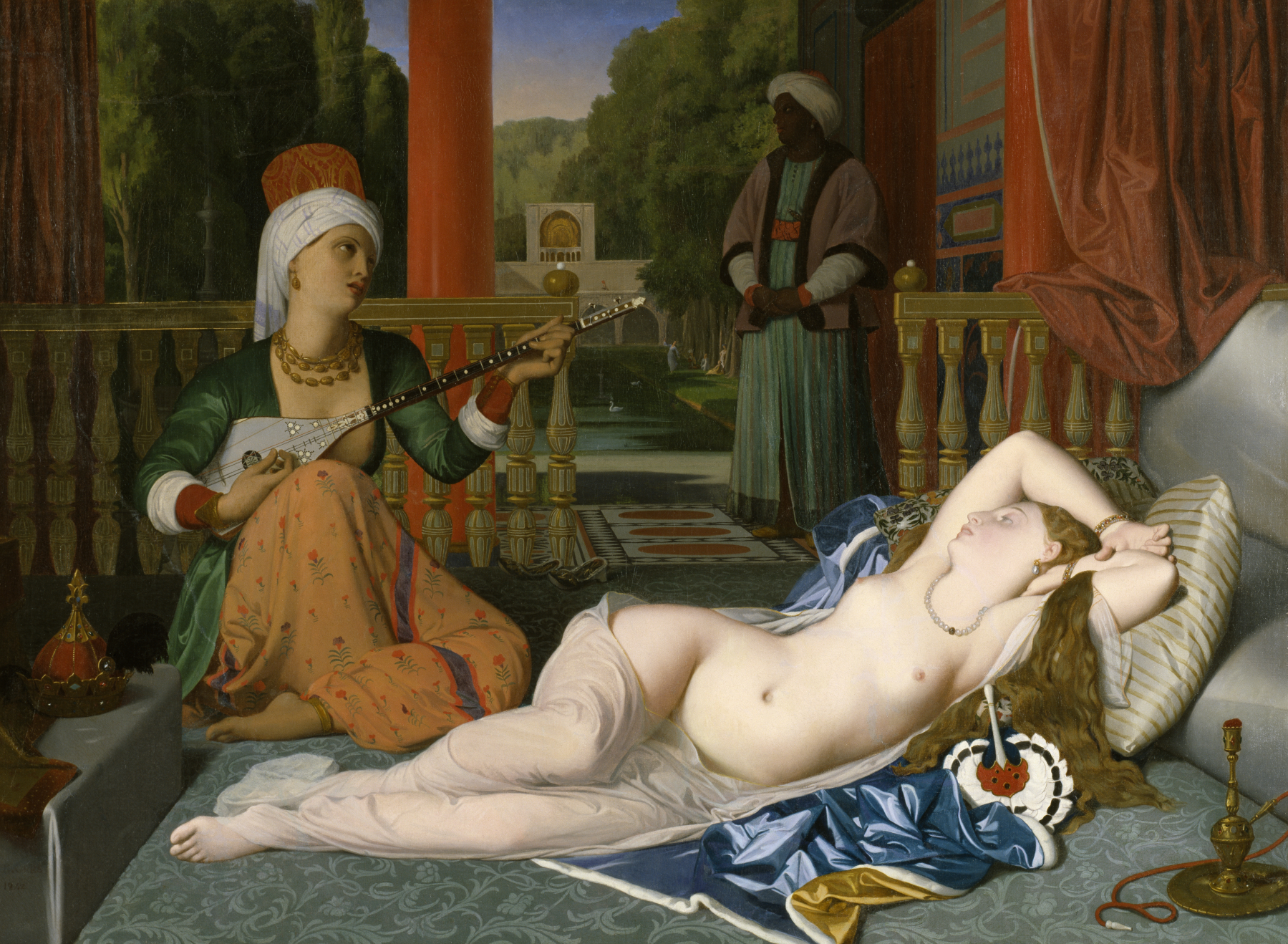
Odaliszk a rabszolgával

## Főbb múzeumok, ahol művei láthatók
- Musée du Louvre, Párizs
- Musée Ingres, Montauban
- Musée Granet, Aix-en-Provence

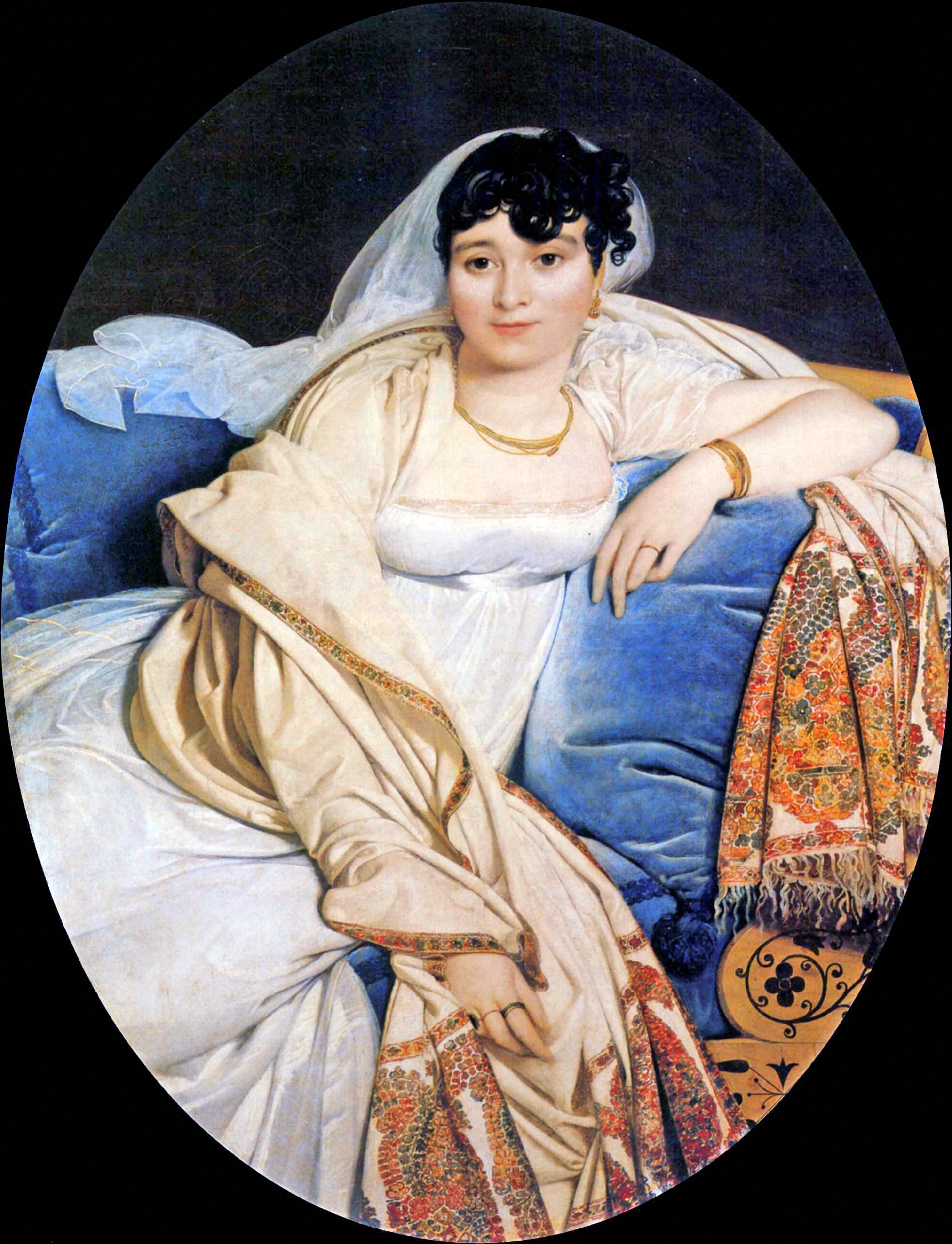
Rivière asszony

- Metropolitan Museum of Art, New York
- Musée Condé, Chantilly
- Musée Bonnat, Bayonne
- Musée d’Orsay, Párizs
- National Gallery, London
- A budapesti Szépművészeti Múzeum tulajdonában van a montaubani oltár egyik angyalához készített vázlatrajza.
- „Ingres et l’Antique” címen Ingre műveinek nagy kiállítását rendezték meg 2006. október 2. – 2007. január 2. között az arles-i múzeumban (Musée de l’Arles et de la Provence antiques).
- „Ingres, ombres permanentes. Belles feuilles du musée Ingres de Montauban” címen Ingres műveinek kiállítását rendezték meg 2008. március 21. – 2008. június 29. között a montauban-i Ingres Múzeumban (Musée Ingres).

## Ajánlott irodalom
Magyarul
- Lajta E.: Ingres (1963)

Idegen nyelveken

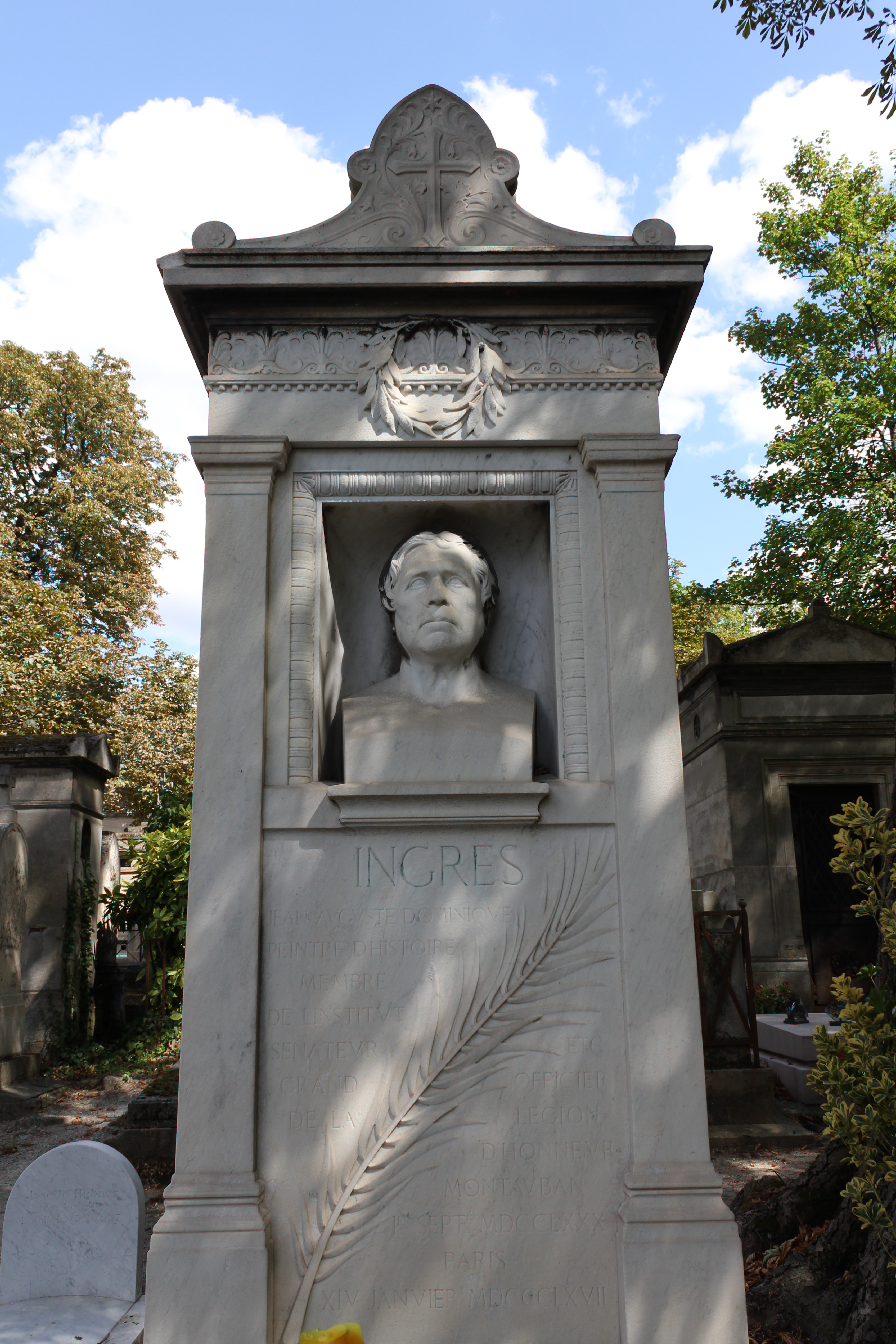
Ingres síremléke a Père-Lachaise temetőben

- H. Naef: Dies Bildniszeichnungen des Jean-Auguste-Dominique Ingres (1977- 1979, 5 kötet)
- Bohumir Mraz, Ingres, mines de plomb, plume, crayon noir
- sous la direction de Vincent Pomarède, Stéphane Guégan, Louis-Antoine Prat, Eric Bertin, « Ingres (1780-1867) », catalogue de l’exposition du musée du Louvre - Coédition Gallimard / musée du Louvre Editions, 408 pages, 325 illustrations en couleurs, Paris, 2006, ISBN 2-35031-051-5
- Catherine Lépront, Ingres, Ombres permanentes - Belles feuilles du musée Ingres de Montauban, 157 pages, catalogue de l’exposition du Musée Ingres à Montauban, Le Passage, Mars 2008, ISBN 978-2-84742-114-9
- Jean-Pierre Cuzin, Dimitri Salmon, Ingres, Regards Croisés, 288 pages, 455 illustrations, publié en 2006 à l’occasion de l’exposition au musée du Louvre. Coédition Mengès - RMN. Ingres, ses maîtres, ses élèves, ses influences dans l’art contemporain. ISBN 978-2-84459-129-6 ,